# SKOS
SKOS è l'acronimo di Simple Knowledge Organization System ed è una famiglia di linguaggi formali creata per rappresentare glossari, classificazioni, tassonomie e qualsiasi tipo di vocabolario strutturato. SKOS si basa su RDF e RDFS e il suo obiettivo principale è di consentire una facile pubblicazione di vocabolari strutturati per il web semantico.
SKOS è progettato come una famiglia di linguaggi modulari ed estensibili. Il suo uso e la sua implementazione dovrebbe essere il più semplice possibile.

## Storia

### Progetto DESIRE II (1997-2000)
L'antenato più diretto di SKOS è stato il lavoro del Thesaurus RDF intrapreso nella seconda fase del progetto EU DESIRE. Motivato dalla necessità di migliorare l'interfaccia utente e l'usabilità della navigazione e della ricerca multi-servizio, stato prodotto un vocabolario RDF di base per i thesauri. Come notato più avanti nel piano di lavoro SWAD-Europe, il lavoro DESIRE è stato adottato e ulteriormente sviluppato nei progetti SOSIG e LIMBER. Una versione dell'implementazione DESIRE/SOSIG è stata descritta nel seminario QL'98 del W3C, motivando i primi lavori sulle regole RDF e sui linguaggi di query: A Query and Inference Service for RDF.

### LIMBER (1999-2001)
SKOS si è basato sui risultati del progetto LIMBER (Language Independent Metadata Browsing of European Resources) finanziato dalla Comunità europea e parte del programma Information Society Technologies. Nel progetto LIMBER CCLRC ha sviluppato ulteriormente un formato di interscambio del thesaurus RDF che è stato dimostrato sull'European Language Social Science Thesaurus (ELSST) presso l'archivio dati del Regno Unito come versione multilingue del thesaurus elettronico di scienze umane e sociali (HASSET) che era stato progettato per essere utilizzato dal Consiglio degli archivi di dati delle scienze sociali europee CESSDA.

### SWAD-Europe (2002-2004)
SKOS come iniziativa distinta è iniziata nel progetto SWAD-Europe, riunendo partner di DESIRE, SOSIG (ILRT) e LIMBER (CCLRC) che avevano lavorato con versioni precedenti dello schema. È stato sviluppato nel Thesaurus Activity Work Package, nel progetto Semantic Web Advanced Development for Europe (SWAD-Europe). SWAD-Europe è stato finanziato dalla Comunità europea e fa parte del programma Tecnologie della società dell'informazione. Il progetto è stato progettato per supportare l'attività Semantic Web del W3C attraverso la ricerca, i dimostratori e gli sforzi di sensibilizzazione condotti dai cinque partner del progetto, ERCIM, ILRT presso l'Università di Bristol, HP Labs, CCLRCe Stilo. La prima versione di SKOS Core e SKOS Mapping sono state pubblicate alla fine del 2003, insieme ad altri risultati sulla codifica RDF dei thesauri multilingue e sulla mappatura del thesaurus.

### Attività sul web semantico (2004-2005)
Dopo la conclusione di SWAD-Europe, lo sforzo di SKOS è stato sostenuto dall'attività sul web semantico del W3C nel quadro del gruppo di lavoro sulle migliori pratiche e sull'implementazione. Durante questo periodo, l'attenzione è stata posta sia sul consolidamento di SKOS Core, sia sullo sviluppo di linee guida pratiche per il porting e la pubblicazione dei thesauri per il Web semantico.

### Sviluppo come Raccomandazione W3C (2006-2009)
I principali documenti pubblicati da SKOS - la SKOS Core Guide, la SKOS Core Vocabulary Specification, e la Quick Guide to Publishing a Thesaurus on the Semantic Web - sono stati sviluppati attraverso il processo W3C Working Draft. I principali redattori di SKOS erano Alistair Miles, inizialmente Dan Brickley e Sean Bechhofer.
Il Semantic Web Deployment Working Group, istituito per due anni (maggio 2006 - aprile 2008), ha inserito il suo statuto per spingere SKOS in avanti nel percorso di raccomandazione del W3C. La roadmap prevedeva SKOS come Candidate Raccomandazione entro la fine del 2007 e come Proposta di Raccomandazione nel primo trimestre del 2008. I problemi principali da risolvere erano la determinazione del suo preciso ambito di utilizzo e la sua articolazione con altri linguaggi e standard RDF utilizzati in biblioteche (come Dublin Core).

### Liberatoria (2009)
Il 18 agosto 2009, il W3C ha pubblicato il nuovo standard che crea un ponte tra il mondo dei sistemi di organizzazione della conoscenza - inclusi thesauri, classificazioni, titoli degli argomenti, tassonomie e folksonomie - e la comunità dei dati collegati, portando vantaggi a entrambi. Biblioteche, musei, giornali, portali governativi, imprese, applicazioni di social networking e altre comunità che gestiscono vaste raccolte di libri, manufatti storici, notizie, glossari aziendali, voci di blog e altri elementi possono ora utilizzare SKOS per sfruttare il potere dei dati collegati.

### Vista storica dei componenti
SKOS è stato originariamente progettato come una famiglia di linguaggi modulare ed estensibile, organizzata come SKOS Core, SKOS Mapping, SKOS Extensions e un Metamodel. L'intera specifica è ora completa all'interno dello spazio dei nomi http://www.w3.org/2004/02/skos/core#.

## Panoramica
Oltre al riferimento stesso, lo SKOS Primer (una nota del gruppo di lavoro del W3C) riassume il Simple Knowledge Organization System.
Lo SKOS definisce le classi e le proprietà sufficienti per rappresentare le caratteristiche comuni trovate in un thesaurus standard. Si basa su una visione del vocabolario incentrata sui concetti, in cui gli oggetti primitivi non sono termini, ma nozioni astratte rappresentate da termini. Ogni concetto SKOS è definito come una risorsa RDF. Ogni concetto può avere proprietà RDF allegate, tra cui:
- uno o più termini indice preferiti (al massimo uno in ciascuna lingua naturale)
- termini o sinonimi alternativi
- definizioni e note, con indicazione della loro lingua

I concetti possono essere organizzati in gerarchie utilizzando relazioni più ampie-ristrette o collegati da relazioni non gerarchiche (associative). I concetti possono essere raccolti in schemi concettuali, per fornire insiemi di concetti coerenti e strutturati, che rappresentano tutto o parte di un vocabolario controllato.

### Categorie di elementi
Le principali categorie di elementi di SKOS sono concetti, etichette, notazioni, documentazione, relazioni semantiche, proprietà di mappatura e raccolte. Gli elementi associati sono elencati nella tabella seguente.
| Concetti      | Etichette e notazione | Documentazione | Relazioni semantiche | Proprietà di mappatura | Collezioni        |
| ------------- | --------------------- | -------------- | -------------------- | ---------------------- | ----------------- |
| Concept       | prefLabel             | note           | broader              | broadMatch             | Collection        |
| ConceptScheme | altLabel              | changeNote     | narrower             | narrowMatch            | orderedCollection |
| inScheme      | hiddenLabel           | definition     | related              | relatedMatch           | member            |
| hasTopConcept | notation              | editorialNote  | broaderTransitive    | closeMatch             | memberList        |
| topConceptOf  |                       | example        | narrowerTransitive   | exactMatch             |                   |
|               |                       | historyNote    | semanticRelation     | mappingRelation        |                   |
|               |                       | scopeNote      |                      |                        |                   |

### Concetti
Il vocabolario SKOS si basa su concetti. I concetti sono le unità di pensiero - idee, significati o oggetti ed eventi (istanze o categorie) - che sono alla base di molti sistemi di organizzazione della conoscenza. In quanto tali, i concetti esistono nella mente come entità astratte indipendenti dai termini usati per etichettarli. In SKOS, un Concept(basato sul OWL Class) viene utilizzato per rappresentare elementi in un sistema di organizzazione della conoscenza (termini, idee, significati, ecc.) O nella struttura concettuale o organizzativa di tale sistema.
A ConceptSchemeè analogo a un vocabolario, un thesaurus o un altro modo di organizzare i concetti. SKOS non vincola un concetto ad essere all'interno di uno schema particolare, né fornisce alcun modo per dichiarare uno schema completo - non c'è modo di dire che lo schema consiste solo di alcuni membri. Un topConcept è (uno dei) i concetti superiori in uno schema gerarchico.

### Etichette e notazioni
Ogni SKOS labelè una stringa di caratteri Unicode, opzionalmente con tag di linguaggio, associati a un concetto. Il prefLabelè la stringa preferita leggibile (al massimo uno per tag di linguaggio), mentre altLabel può essere utilizzato per le stringhe alternative, e hiddenLabelpuò essere utilizzato per le stringhe che sono utili al socio, ma non significava per gli esseri umani da leggere.
Uno SKOS notationè simile a un'etichetta, ma questa stringa letterale ha un tipo di dati, come integer, float o date; il tipo di dati può anche essere composto. La notazione è utile per codici di classificazione e altre stringhe non riconoscibili come parole.

### Documentazione
Le proprietà Documentation o Note forniscono informazioni di base sui concetti SKOS. Tutti i concetti sono considerati un tipo di skos:note; forniscono solo tipi di informazioni più specifici. La proprietà definition, ad esempio, dovrebbe contenere una descrizione completa della risorsa oggetto. Se lo si desidera, è possibile definire tipi di note più specifici in un'estensione SKOS. Una query per <A> skos:note ?otterrà tutte le note su <A>, comprese le definizioni, gli esempi e l'ambito, la storia e il cambiamento e la documentazione editoriale.
Ognuna di queste proprietà della documentazione SKOS può fare riferimento a diversi tipi di oggetto: un letterale (ad esempio, una stringa); un nodo risorsa che ha le sue proprietà; o un riferimento a un altro documento, ad esempio utilizzando un URI. Ciò consente alla documentazione di avere i propri metadati, come il creatore e la data di creazione.
Una guida specifica sulle proprietà della documentazione SKOS può essere trovata nelle SKOS Primer Documentary Notes.

### Relazioni semantiche
Le relazioni semantiche SKOS hanno lo scopo di fornire modi per dichiarare le relazioni tra concetti all'interno di uno schema concettuale. Sebbene non vi siano restrizioni che ne precludano l'uso con due concetti da schemi separati, ciò è sconsigliato perché è probabile che esageri ciò che si può sapere sui due schemi e forse li colleghi in modo inappropriato.
La proprietà relatedcrea semplicemente una relazione di associazione tra due concetti; nessuna relazione gerarchica o generica è implicita. Le proprietà broadere narrowervengono utilizzate per affermare un collegamento gerarchico diretto tra due concetti. Il significato può essere inaspettato; la relazione <A> broader <B>significa che A ha un concetto più ampio chiamato B, quindi B è più ampio di A. Narrower segue lo stesso schema.
Mentre il lettore occasionale potrebbe aspettarsi proprietà transitive più ampie e più strette, SKOS non le dichiara come tali. Piuttosto, le proprietà broaderTransitivee narrowerTransitivesono definite come super-proprietà transitive di più ampio e più stretto. Queste super-proprietà (per convenzione) non vengono utilizzate nelle istruzioni SKOS dichiarative. Invece, quando una relazione più ampia o più stretta è usata in una tripla, vale anche la corrispondente super-proprietà transitiva; e le relazioni transitive possono essere inferite (e interrogate) usando queste super-proprietà.

### Mappatura
Le proprietà di mappatura SKOS hanno lo scopo di esprimere la corrispondenza (esatta o fuzzy) di concetti da uno schema concettuale a un altro e per convenzione vengono utilizzate solo per connettere concetti da schemi diversi. I concetti relatedMatch, broadMatche narrowMatchsono convenienti, con lo stesso significato che le proprietà semantiche related, broadere narrower. (Vedere la sezione precedente per quanto riguarda i significati di più ampio e più stretto.)
La proprietà relatedMatchcrea una semplice relazione associativa tra due concetti. Quando i concetti sono così strettamente correlati da poter essere generalmente usati in modo intercambiabile, exactMatchè la proprietà appropriata (le exactMatchrelazioni sono transitive, a differenza di qualsiasi altra relazione Match). La closeMatchproprietà che indica concetti che solo a volte possono essere usati in modo intercambiabile, quindi non è una proprietà transitiva.

### Raccolte di concetti
Le raccolte di concetti (Collection, orderedCollection) sono gruppi etichettati e/o ordinati (orderedCollection) di concetti SKOS. Le raccolte possono essere nidificate e possono avere URI definiti o meno (operazione nota come nodo vuoto). Né uno SKOS Conceptné un ConceptSchemepuò essere una Collezione, né viceversa; e le relazioni semantiche SKOS possono essere utilizzate solo con un concetto (non una raccolta). Gli elementi di una Collezione non possono essere collegati ad altri SKOS Concepts tramite il nodo Collezione; le relazioni individuali devono essere definite per ogni Concetto nella Collezione.

## Comunità e partecipazione
Tutto il lavoro di sviluppo viene svolto tramite la mailing list che è una mailing list completamente aperta e archiviata pubblicamente dedicata alla discussione di questioni relative ai sistemi di organizzazione della conoscenza, al recupero delle informazioni e al Web semantico. Chiunque può partecipare in modo informale allo sviluppo di SKOS unendosi alle discussioni su public-esw-thes@w3.org - la partecipazione informale è accolta calorosamente. Chiunque lavori per un'organizzazione membro del W3C può partecipare formalmente al processo di sviluppo unendosi al Semantic Web Deployment Working Group - questo dà diritto alle persone di modificare le specifiche e di votare sulle decisioni di pubblicazione.

## Applicazioni
- Alcuni vocabolari importanti sono stati migrati nel formato SKOS e sono disponibili nel pubblico dominio, inclusi EuroVoc, AGROVOC e GEMET. Anche i titoli dei soggetti della Library of Congress (LCSH) supportano il formato SKOS[20].
- SKOS è stato utilizzato come lingua per i thesauri utilizzati nella SWED Environmental Directory[21] sviluppata nel quadro del progetto SWAD-Europe.
- Un modo per convertire i thesauri in SKOS[22], con esempi che includono il thesaurus MeSH, è stato delineato dalla Vrije Universiteit Amsterdam.
- La classificazione dei soggetti utilizzando DITA e SKOS è stata sviluppata da IBM[23].
- SKOS viene utilizzato per rappresentare i tipi di elementi geografici nell'ontologia GeoNames.

## Strumenti
- Unilexicon[24] è un editor visuale basato sul Web e un gestore di tassonomia per la creazione di vocabolari controllati con integrazione di tag e API JSON. La sua visualizzazione principale utilizza l'albero iperbolico.
- ThesauRex è un editor SKOS open source basato sul web. È limitato a relazioni più ampie/più strette tra concetti e offre un'interazione basata su alberi e con i thesauri e la creazione mediante trascinamento della selezione di nuovi thesauri basati su un thesaurus principale[25].
- L'Intelligent Topic Manager (ITM) di Mondeca è una soluzione completa conforme a SKOS per la gestione di tassonomie, thesauri e altri vocabolari controllati.
- Opentheso è un sistema di gestione del thesaurus basato sul web open source conforme agli standard ISO 25964: 2011 e ISO 25964-2: 2012 (Informazioni e documentazione. Thesauri e interoperabilità con altri vocabolari). Offre esportazioni e importazioni SKOS e csv, servizi web REST e SOAP e gestisce gli identificatori persistenti (ARK). È stato sviluppato presso il Centro nazionale francese per la ricerca scientifica dal 2007. È utilizzato dalla rete delle biblioteche archeologiche francesi Frantiq, dai gruppi di ricerca e dagli Hospices Civils de Lyon come strumento di gestione collaborativa del thesaurus. Può essere scaricato su GitHub[26].
- OpenSKOS è un approccio basato sui servizi web per la pubblicazione, la gestione e l'uso dei dati del vocabolario che possono essere mappati su SKOS. Il suo codice sorgente è disponibile su GitHub. Include CRUD come operazioni RESTful sui concetti SKOS e un editor basato sul Web per la ricerca e la modifica dei concetti. È stato sviluppato da Picturae e finanziato dal fondo olandese CATCHPlus.
- TemaTres Vocabulary Server[27] è un server di vocabolario open source basato sul web per la gestione di vocabolari controllati, tassonomie e thesauri e altre rappresentazioni formali della conoscenza. TemaTres fornisce l'esportazione completa di vocabolari in SKOS-core oltre a Zthes, TopicMaps, MADS, Dublin Core, VDEX, BS 8723, SiteMap, SQL e testo.
- ThManager[28] è un'applicazione Java open source per la creazione e la visualizzazione di vocabolari SKOS.
- Il W3C fornisce un servizio sperimentale di convalida in linea[29].
- Vocbench[30] è un editor RDF/OWL/SKOS/SKOS-XL open-source basato sul web sviluppato da una collaborazione tra l'Organizzazione per l'alimentazione e l'agricoltura (FAO) delle Nazioni Unite, l'Università di Roma Tor Vergata e la Malesia centro di ricerca MIMOS. Supporta il thesaurus agricolo multilingue della FAO AGROVOC, tra le altre risorse della FAO e della Comunità europea.
- I file SKOS possono anche essere importati e modificati in editor RDF-OWL come Protégé, SKOS Shuttle e TopBraid Composer.
- I sinonimi SKOS possono essere trasformati dal formato RDF di WordNet utilizzando un foglio di stile XSLT; vedi W3C RDF
- PoolParty[31] è un sistema di gestione dei thesaurus di qualità commerciale e un editor SKOS per il Web semantico che include funzionalità di analisi del testo e capacità di dati collegati.
- qSKOS[32] è uno strumento open source per eseguire la valutazione della qualità dei vocabolari SKOS confrontandoli con un catalogo di problemi di qualità.
- SKOSEd[33] è un plug-in open source per l'editor di ontologia Protégé 4 OWL[34] che supporta la creazione di vocabolari SKOS. SKOSEd ha un'API SKOS[35] accompagnamento scritta in Java che può essere utilizzata per creare applicazioni basate su SKOS.
- Model Futures SKOS Exporter[36] per Microsoft Excel consente di sviluppare vocabolari semplici come fogli di calcolo Excel rientrati ed esportati come SKOS RDF. Versione beta.
- Lexaurus[37] è un sistema di gestione del thesaurus aziendale e un editor multiformato. La sua ampia API include la gestione completa delle revisioni. SKOS è uno dei suoi tanti formati supportati.
- SKOS Shuttle[38] è un servizio di gestione dei thesaurus che consente agli utenti di importare, mantenere, elaborare e sincronizzare i thesauri in SKOS utilizzando anche estensioni speciali di SKOS.
- TopBraid Enterprise Vocabulary Net (EVN)[39] e TopBraid Enterprise Data Governance (EDG) sono soluzioni basate sul Web che supportano lo sviluppo e la gestione di vocabolari controllati interconnessi come tassonomie, thesauri, glossari aziendali e ontologie. SKOS e SKOS-XL sono supportati.
- Thesaurus Master, per la creazione, lo sviluppo e la manutenzione di tassonomie e thesauri, fa parte della linea di software di gestione della conoscenza Data Harmony di Access Innovations. Offre l'esportazione conforme a SKOS.
- Fluent Editor 2014 - un editor di ontologia che consente agli utenti di lavorare e modificare direttamente le annotazioni OWL e SKOS. Le annotazioni verranno elaborate anche per le ontologie referenziate nonché importate/esportate in OWL/RDF e possono essere elaborate sul server.
- Smartlogic Semaphore Ontology Editor - un editor di ontologia basato su SKOS e SKOS-XL che consente di creare modelli basati rigorosamente sugli standard SKOS.

## Dati
Sono disponibili fonti di dati SKOS pubblicamente disponibili.
- Wiki dei set di dati SKOS Il W3C consiglia di utilizzare questo elenco di fonti di dati SKOS disponibili pubblicamente. La maggior parte dei dati trovati in questo wiki possono essere utilizzati per applicazioni commerciali e di ricerca.

## Rapporti con altri standard

### Metamodel
Il metamodello SKOS è ampiamente compatibile con il modello dati della ISO 25964-1 - Thesauri per il recupero delle informazioni. Questo modello di dati può essere visualizzato e scaricato dal sito Web per ISO 25964. 
Modello semantico degli elementi informativi di SKOS

### Standard del thesaurus
Lo sviluppo di SKOS ha coinvolto esperti sia dell'RDF che della comunità delle biblioteche, e SKOS intende consentire una facile migrazione dei thesauri definiti da standard come NISO Z39.19 - 2005 o ISO 25964.

### Altri standard per il web semantico
SKOS ha lo scopo di fornire un modo per rendere disponibile un retaggio di schemi concettuali alle applicazioni del Web semantico, più semplice del linguaggio ontologico più complesso, OWL. OWL ha lo scopo di esprimere strutture concettuali complesse, che possono essere utilizzate per generare metadati ricchi e supportare strumenti di inferenza. Tuttavia, la creazione di ontologie web utili è impegnativa in termini di competenza, impegno e costo. In molti casi, questo tipo di sforzo potrebbe essere superfluo o inadatto ai requisiti e SKOS potrebbe essere una scelta migliore. L'estensibilità di RDF rende possibile l'ulteriore incorporazione o estensione dei vocabolari SKOS in vocabolari più complessi, comprese le ontologie OWL.